# Dziwonia szkarłatna
Dziwonia szkarłatna (Haematospiza sipahi) – gatunek małego ptaka z rodziny łuszczakowatych (Fringillidae). Występuje w kontynentalnej części południowo-wschodniej i południowej Azji. Nie jest zagrożony wyginięciem.

## Taksonomia
Po raz pierwszy gatunek opisał Brian Houghton Hodgson. Opis ukazał się w 1836 na łamach Asiatic Researches. Holotyp pochodził z Nepalu; autor nadał mu nazwę Corythus sipahi. 9 lat później Edward Blyth wydzielił nowy rodzaj Haematospiza (opis ukazał się w The journal of the Asiatic Society of Bengal). Obecnie (2021) gatunek bywa zarówno wydzielany do osobnego rodzaju, jak i umieszczany w Carpodacus. Dziwonia szkarłatna jest gatunkiem monotypowym.
Nazwa rodzajowa Haematospiza wywodzi się od greckich słów: αἱμα haima, αἱματος haimatos – krew – oraz σπιζα spiza – łuszczak. Epitet gatunkowy sipahi pochodzi od indoeuropejskiego słowa sipāhi – żołnierz.

## Morfologia
Długość ciała wynosi 18–19 cm; masa ciała 38–42,5 g. Wymiary szczegółowe (nie podano liczby osobników): długość skrzydła 98–108 mm u samca, 95–103 mm u samicy; długość ogona u samca 59–70 mm, 55–66 mm u samicy; długość skoku 19–22 mm, długość dzioba od nasady w czaszce: 16–20 mm. Występuje dymorfizm płciowy w upierzeniu. U samca cała głowa, wierzch i spód ciała, po pokrywy ogonowe, porastają pióra szkarłatne. Niższa część ciała, a często i kantarek, ciemnoszara lub matowobrązowa. Ogon krótki, prostokątny w kształcie; sterówki są czarne z krawędziami koloru matowej krwistej czerwieni. Podobnie i lotki, pokrywy pierwszorzędowe i skrzydełko czarne lub czarnobrązowe, obrzeżone czerwono; najszersze są te barwne krawędzie na lotkach II i III rzędu. Pokrywy podogonowe cechują czarne nasady. Dziób mocny, szczęka i żuchwa są zagięte ku środkowi. Górna szczęka ma kolor różowobrązowy ze szkarłatnym odcieniem, zaś żuchwa żółtawa lub w kolorze jasnego, płowego rogu.

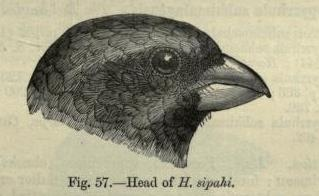
Szczegóły wyglądu głowy

Samicę od czoła przez wierzch głowy do karku porastają pióra oliwkowozielone, tak jak na kantarku i policzkach. Pokrywy uszne ciemniejsze lub brązowawe z żółtooliwkowym nalotem. Grzbiet i barkówki ciemnooliwkowe, w świeżym upierzeniu z zielonkawym lub oliwkowożółtym nalotem. Kuper jaskrawożółty, pokrywy nadogonowe oliwkowe z matowożółtymi krawędziami przy końcach. Sterówki ciemne lub szarobrązowe, na końcach matowe, oliwkowe. Pokrywy skrzydłowe średnie i duże ciemne lub szarobrązowe, obrzeżone oliwkowobrązowo. Skrzydełko, lotki I rzędu i ich pokrywy ciemne lub szarobrązowe z oliwkowobrązowymi krawędziami. Broda i gardło szare z oliwkowożółtym nalotem, miejscami z ciemniejszymi środkami piór. Pozostała część spodu ciała szara, miejscami z bielą lub ciemniejszym szarym u nasady piór. Nogawice brązowe, pokrywy podogonowe białe lub białawe. Dziób i nogi jak u samca. Tęczówka brązowa.

## Zasięg występowania
Dziwonia szkarłatna występuje od Uttarakhandu i centralnego Nepalu na wschód po Bhutan i północno-wschodnie Indie (wschodni Arunachal Pradesh i Asam na południe po stan Meghalaya i pasmo Lushai Hills, dalej występuje w południowych i południowo-wschodnich Chinach (południowo-wschodni Tybet, zachodnia i południowa prowincja Junnan), po zachodnią i południowo-wschodnią Mjanmę. W zimie występuje także w północno-zachodniej Tajlandii, północnym Laosie i północno-zachodnim Wietnamie (zachodni Tonkin).

## Ekologia i zachowanie
Środowiskiem życia dziwonii szkarłatnych są głównie otwarte lasy; ptaki te odnotowywane były na wysokości do 3355 m n.p.m. W Nepalu, według danych z lat 80. XX wieku, odnotowywano je na wysokości 2135–3100 m n.p.m. w maju i od 1220 do 2560 m n.p.m. podczas zimowania. Zwykle pojawia się samotnie lub w luźnych grupach do 30 osobników; zimą często w stadach jednopłciowych. Żerują zarówno nisko w krzewach, na ziemi jak i w koronach drzew; dziwonie szkarłatne jedzą różnorodne nasiona, pączki kwiatowe, jagody i, okazjonalnie, drobne bezkręgowce.

### Lęgi

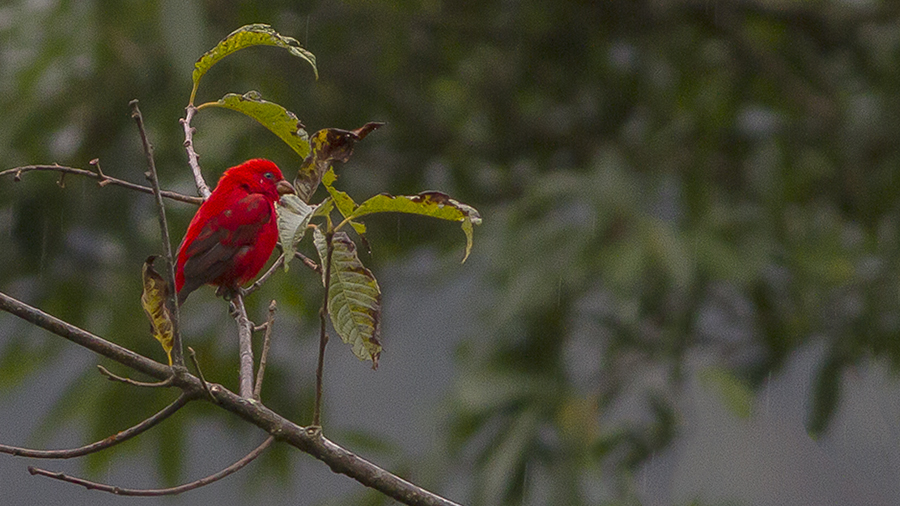
Samiec

Biologia rozrodu jest słabo poznana. Okres lęgowy trwa od maja do lipca. Gniazdo ma formę kubka z gałęzi, włókien roślinnych, korzeni i traw, zawieszone na wysokości 7–12 m nad ziemią. W gnieździe może znaleźć się również sierść zwierzęca. Skorupki jaj mają barwę niebieską, pokrywają je brązowe lub fioletowawe wzory; miejsce występowania wzorów zależne jest od jaja. Wymiary dla 4 jaj: 22,1–25,4 na 17–18 mm.

## Status
IUCN uznaje dziwonię szkarłatną za gatunek najmniejszej troski (LC, Least Concern) nieprzerwanie od 1988. Liczebność populacji nie została oszacowana, ale ptak ten opisywany jest jako rzadki. BirdLife International uznaje trend populacji za stabilny.